# Edwin G. Pulleyblank
Edwin G. Pulleyblank (Calgary, 1922. augusztus 7. – Vancouver, 2013. április 13.) kanadai származású sinológus, a kínai történeti fonológia szaktekintélye. (Kínai neve: pinjin (pinyin) átírásban, hangsúlyjelekkel: Pú Lìběn, magyaros átírásban: Pu Li-pen, kínai írásjegyekkel: 蒲立本.)

## Élete és munkássága
A kanadai származású Edwin G. Pulleyblank az Albertai Egyetemen végezte tanulmányait, ahol 1942-ben végzett, majd 1951-ben a Londoni Egyetemen szerzett doktori fokozatot. 1948 és 1953 között a Londoni Egyetemen oktatott. 1953-tól 1966-ig a Cambridge-i Egyetem kínai fakultásán dolgozott. 1967-től egészen nyugdíjba vonulásáig, 1987-ig a kanadai British Columbia Egyetem professzora volt. 90 évesen, 2013. április 13-án hunyt el Vancouverben.

## Válogatott művei
- The Background of the Rebellion of An Lu-shan, London, UK: Oxford University Press, 1955
- Chinese History and World History: An inaugural lecture, Cambridge, UK: Cambridge University Press, 1955
- Historians of China and Japan, Edited with W.G. Beasley. London, UK: Oxford University Press, 1961
- "The Consonantal System of Old Chinese", Asia Major 9 (1962): 1962/1962-58.PDF 58–144 Archiválva 2018. június 21-i dátummal a Wayback Machine-ben, 1962/1962-206.pdf 206–265 Archiválva 2019. december 17-i dátummal a Wayback Machine-ben
- "Late Middle Chinese, Part I" Archiválva 2016. március 4-i dátummal a Wayback Machine-ben, Asia Major 15 (1970): 197–239.
- "Late Middle Chinese, Part II" Archiválva 2021. december 18-i dátummal a Wayback Machine-ben, Asia Major 16 (1971): 121–166.
- Middle Chinese: A Study in Historical Phonology, Vancouver, Canada: UBC Press, 1984. ISBN 978-0-7748-0192-8
- Studies in Language Origins. Vol. I., ed by Jan Wind, Edwin G. Pulleyblank, Eric de Grolier and Bernard H. Bichakjian, Amsterdam and Philadelphia, PA: Benjamins, 1989. ISBN 978-1-55619-065-0
- A Lexicon of Reconstructed Pronunciation in Early Middle Chinese, Late Middle Chinese and Early Mandarin, Vancouver, Canada: UBC Press, 1991. ISBN 978-0-7748-0366-3
- A Chinese text in Central Asian Brahmi script: New evidence for the pronunciation of Late Middle Chinese and Khotanese, With R. E. Emmerick. Rome: Istituto Italiano per il Medio ed Estremo Oriente, 1993
- Outline of Classical Chinese Grammar, Vancouver, Canada: UBC Press, 1995. ISBN 978-0-7748-0541-4
- "The Roman Empire as known to Han China." A review article on The Roman Empire in Chinese Sources. D. D. Leslie and K. H. J. Gardiner. Rome (1996). Review by Edwin G. Pulleyblank. JAOS 119.1 (1999), pp. 71–79.
- "The Nomads in China and Central Asia in the Post-Han Period," in: Hans Robert ROEMER (Hg.), History of the Turkic Peoples in the Pre-Islamic Period. Histoire des Peuples Turcs à l’Époque Pré-Islamique. (2000). Philologiae et Historiae Turcicae Fundamenta Tomus Primus. Berlin: Klaus Schwarz Verlag, S. pp. 76–94. (Philologiae Turcicae Fundamenta; III) ISBN 978-3-87997-283-8
- Essays on Tang and pre-Tang China, Aldershot, UK, and Burlington, VT, USA: Ashgate, 2001. ISBN 978-0-86078-858-4
- Central Asia and Non-Chinese Peoples of Ancient China. Aldershot, UK, and Burlington, VT, USA: Ashgate, 2002. ISBN 978-0-86078-859-1